# Veleža
Velezhë en albanais et Veleža en serbe latin (en serbe cyrillique : Вележа) est une localité du Kosovo située dans la commune/municipalité de Prizren et dans le district de Prizren/Prizren. Selon le recensement kosovar de 2011, elle compte 460 habitants, tous albanais.
Velezhë est connu sous d'autres noms albanais comme Velezha.

## Démographie

### Évolution historique de la population dans la localité
| 1948 | 1953 | 1961 | 1971 | 1981 | 1991 | 2011 |
| ---- | ---- | ---- | ---- | ---- | ---- | ---- |
| 197  | 354  | 439  | 597  | 763  | 865  | 460  |

|  |